# Parc quasi national de Suzuka
Le parc quasi national de Suzuka (鈴鹿国定公園, Suzuka Kokutei Kōen) est un parc quasi national situé dans les préfectures de Mie et de Shiga au Japon. Créé le 22 juillet 1968, il s'étend sur 298,21 km2.